# Gigantura indica
A Gigantura indica a sugarasúszójú halak (Actinopterygii) osztályának Aulopiformes rendjébe, ezen belül az Giganturidae családjába tartozó faj.

## Előfordulása
A Gigantura indica a Föld összes óceánjában megtalálható, de csak a trópusi és szubtrópusi területek mélyebb vizeiben. Valamivel nagyobb az elterjedési területe, mint a rokon Gigantura chuninak, továbbá mélyebbre is lehatol. 2100 méteres mélységből is kihalászták. Néha akár, csak 17 méter mélyen is fellelhető. Feltételezések szerint általában 500-2000 méteres mélységben tartózkodik.

## Megjelenése
Az eddig kifogott legnagyobb példány 20,3 centiméter hosszú volt. A hátúszóján nincs tüskéje, viszont 16-19 sugara van; a farok alatti úszóján sincs tüske, de itt 11-14 sugár látható.